# José Arias
José Arias – hiszpański rzeźbiarz neoklasyczny.
Studiował w Królewskiej Akademii Sztuk Pięknych św. Ferdynanda w Madrycie, jego nauczycielem był Juan Pascual de Mena. Z powodzeniem brał udział w licznych konkursach organizowanych przez akademię. W 1766 roku otrzymał pierwszą nagrodę za płaskorzeźbę zatytułowaną Budowa mostu Alcántara w Toledo. To dzieło mogło posłużyć za inspirację do obrazu Hannibal zwycięzca po raz pierwszy spoglądający z Alp w kierunku Italii, który namalował Francisco Goya w 1780 roku.
W 1786 roku wyjechał do Nowej Hiszpanii aby objąć stanowisko dyrektora katedry rzeźby w nowo powstałej Akademii Sztuk Pięknych San Carlos. Krótko po rozpoczęciu pracy na akademii Arias zapadł na ciężką chorobę umysłową. Powodem mogła być trudna współpraca z dyrektorem akademii Jeronimem Antoniem Gilem, na którą skarżyli się wszyscy nowo przybyli pedagodzy. W chorobie opiekowała się nim żona Cosme de Acuña y Troncoso, dyrektora katedry malarstwa. Kiedy jego choroba stała się zbyt uciążliwa, przeniesiono go do klasztoru, gdzie spędził ostatnie lata swojego życia.